# Mark Uth
Mark Uth (Keulen, 24 augustus 1991) is een Duits voetballer die doorgaans als aanvaller speelt. Hij verruilde FC Schalke 04 in juli 2021 voor FC Köln. Uth debuteerde in 2018 in het Duits voetbalelftal.

## Carrière
Uth begon met voetballen bij TuS Langel en werd in 2004 opgenomen in de jeugdopleiding van FC Köln. Die verruilde hij in 2007 voor Viktoria Köln om twee jaar later weer terug te keren. Uth werd in 2010 selectielid van FC Köln II, maar doorstromen naar het eerste elftal lukte niet. Hij tekende in mei 2012 vervolgens een driejarig contract bij sc Heerenveen, dat hem transfervrij overnam. Hij debuteerde op 19 januari 2013 in het shirt van Heerenveen in het betaald voetbal. Dat verloor die dag een competitiewedstrijd in de Eredivisie, thuis tegen Heracles Almelo (0–1). Hij speelde de volledige wedstrijd. Heracles won na een doelpunt van Everton na amper 49 seconden. Uth maakte op 19 mei 2013 zijn eerste doelpunt voor Heerenveen, in een verloren play-off-wedstrijd tegen FC Utrecht. Jens Toornstra scoorde tweemaal voor FC Utrecht. Uth maakte in de slotfase de aansluitingstreffer.
Heerenveen verhuurde Uth tijdens het seizoen 2013/14 aan Heracles Almelo. Hiervoor maakte hij op 28 september 2013 een hattrick, uit bij RKC Waalwijk. Ook thuis tegen RKC was hij trefzeker, evenals tegen FC Twente en Go Ahead Eagles. Tegen ADO Den Haag was hij tweemaal trefzeker. Uth werd na zijn terugkeer in seizoen 2014/15 basisspeler bij sc Heerenveen. Hij scoorde dat seizoen 15 keer in 32 wedstrijden en daarna ook nog vijf keer in vier wedstrijden in play-offs voor een ticket voor Europees voetbal. Uth scoorde op 31 mei 2015 in de play-offs tweemaal tegen Vitesse. Heerenveen verloor desondanks met 5-2.
Uth tekende in juli 2015 een contract tot medio 2018 bij TSG 1899 Hoffenheim, de nummer acht van de Bundesliga in het voorgaande seizoen. Hier was een basisplaats minder vanzelfsprekend. Uth eindigde in zijn eerste seizoen met Hoffenheim één punt boven de degradatiezone. Zijn ploeggenoten en hij werden in 2016/17 vervolgens vierde. Dit was goed voor plaatsing voor de voorronden van de Champions League. Hoffenheim lootte daarin tegen Liverpool. Uth scoorde zowel uit als thuis tegen de Engelse ploeg, maar het was niet genoeg. Hij beleefde in 2017/18 toch zijn beste seizoen bij Hoffenheim, zowel in teamverband als persoonlijk. Hij speelde dat jaar 31 speelronden, scoorde 14 keer en hielp zijn ploeg mede daarmee naar de derde plaats in de Bundesliga. Voor Hoffenheim was dat het beste resultaat in de clubhistorie.
Uth verruilde Hoffenheim in juli 2018 transfervrij voor FC Schalke 04, de Duitse nummer twee in het voorgaande seizoen. Dit werd niet zijn meest fortuinlijke periode. Na anderhalf weinig productieve jaren, verhuurde Schalke hem in januari 2020 voor zes maanden aan 1. FC Köln. Hij was hier een onbetwiste basisspeler. Eenmaal terug bij Schalke stond Uth ook hier aan de aftrap, indien fit. Dat was hij opgeteld bijna vier maanden alleen niet.
Uth verhuisde in juli 2021 definitief naar FC Köln. Hij was in seizoen 2021/22 weer dertig speelronden van de partij, maar miste door blessures bijna heel 2022/23. Hij keerde op 14 augustus 2023 met een invalbeurt in een bekerwedstrijd tegen VfL Osnabrück na bijna tien maanden terug op het veld.

## Clubstatistieken
| Seizoen                         | Club                | Competitie      | Competitie | Competitie | Beker | Beker | Internationaal | Internationaal | Overig | Overig | Totaal | Totaal |
| Seizoen                         | Club                | Competitie      | Wed.       | Dlp.       | Wed.  | Dlp.  | Wed.           | Dlp.           | Wed.   | Dlp.   | Wed.   | Dlp.   |
| ------------------------------- | ------------------- | --------------- | ---------- | ---------- | ----- | ----- | -------------- | -------------- | ------ | ------ | ------ | ------ |
| 2011/12                         | 1. FC Köln          | Bundesliga      | 0          | 0          | 0     | 0     | 0              | 0              | 0      | 0      | 0      | 0      |
| 2012/13                         | sc Heerenveen       | Eredivisie      | 3          | 0          | 0     | 0     | 0              | 0              | 2*     | 1*     | 5      | 1      |
| 2013/14                         | sc Heerenveen       | Eredivisie      | 0          | 0          | 0     | 0     | 0              | 0              | 0      | 0      | 0      | 0      |
| 2013/14                         | → Heracles Almelo   | Eredivisie      | 28         | 8          | 3     | 2     | 0              | 0              | 0      | 0      | 31     | 10     |
| 2014/15                         | sc Heerenveen       | Eredivisie      | 32         | 15         | 1     | 0     | 0              | 0              | 4*     | 5*     | 37     | 20     |
| 2015/16                         | TSG 1899 Hoffenheim | Bundesliga      | 25         | 8          | 0     | 0     | 0              | 0              | 0      | 0      | 25     | 8      |
| 2016/17                         | TSG 1899 Hoffenheim | Bundesliga      | 22         | 7          | 1     | 1     | 0              | 0              | 0      | 0      | 23     | 8      |
| 2017/18                         | TSG 1899 Hoffenheim | Bundesliga      | 31         | 14         | 2     | 0     | 5              | 3              | 0      | 0      | 38     | 17     |
| 2018/19                         | FC Schalke 04       | Bundesliga      | 20         | 2          | 4     | 1     | 5              | 1              | 0      | 0      | 29     | 4      |
| 2019/20                         | FC Schalke 04       | Bundesliga      | 8          | 0          | 1     | 0     | 0              | 0              | 0      | 0      | 9      | 0      |
| 2019/20                         | → 1. FC Köln        | Bundesliga      | 15         | 5          | 0     | 0     | 0              | 0              | 0      | 0      | 15     | 5      |
| 2020/21                         | FC Schalke 04       | Bundesliga      | 20         | 3          | 1     | 0     | 0              | 0              | 0      | 0      | 21     | 3      |
| 2021/22                         | FC Köln             | Bundesliga      | 30         | 5          | 3     | 0     | 0              | 0              | 0      | 0      | 33     | 5      |
| 2022/23                         | FC Köln             | Bundesliga      | 3          | 0          | 1     | 1     | 1              | 0              | 0      | 0      | 5      | 1      |
| 2023/24                         | FC Köln             | Bundesliga      | 0          | 0          | 1     | 0     | 0              | 0              | 0      | 0      | 1      | 0      |
| Carrière totaal                 | Carrière totaal     | Carrière totaal | 237        | 67         | 18    | 5     | 11             | 4              | 6      | 6      | 272    | 82     |
| Bijgewerkt op 19 september 2023 |                     |                 |            |            |       |       |                |                |        |        |        |        |

* Wedstrijden en doelpunten in de play-offs om Europees voetbal

## Interlandcarrière
Uth debuteerde op 13 oktober 2018 in het Duits voetbalelftal, in een met 3–0 verloren interland in en tegen Nederland in het kader van de UEFA Nations League.
| Interlands van Mark Uth voor Duitsland | Interlands van Mark Uth voor Duitsland | Interlands van Mark Uth voor Duitsland | Interlands van Mark Uth voor Duitsland | Interlands van Mark Uth voor Duitsland | Interlands van Mark Uth voor Duitsland |
| No.                                    | Datum                                  | Wedstrijd                              | Uitslag                                | Competitie                             | Goals                                  |
| Als speler bij FC Schalke 04           | Als speler bij FC Schalke 04           | Als speler bij FC Schalke 04           | Als speler bij FC Schalke 04           | Als speler bij FC Schalke 04           | Als speler bij FC Schalke 04           |
| -------------------------------------- | -------------------------------------- | -------------------------------------- | -------------------------------------- | -------------------------------------- | -------------------------------------- |
| 1.                                     | 13 oktober 2018                        | Nederland – Duitsland                  | 3 – 0                                  | UEFA Nations League 2018/19            | 0                                      |